# Chichihualco
Chichihualco è un centro abitato del Messico, situato nello stato di Guerrero, capoluogo del comune di Leonardo Bravo.